# District d'Alberta
Pour les articles homonymes, voir Alberta.
1882–1905
Entités précédentes :
- Territoires du Nord-Ouest

Entités suivantes :
- Alberta

Le district d'Alberta est un district historique des Territoires du Nord-Ouest au Canada.

## Nom
Le nom Alberta fut donné par John Campbell, gouverneur général du Canada entre 1878 et 1883. Il proposa le nom d'Alberta en l'honneur de sa femme, la princesse Louise Caroline Alberta, qui était la fille de la reine Victoria.

## Histoire

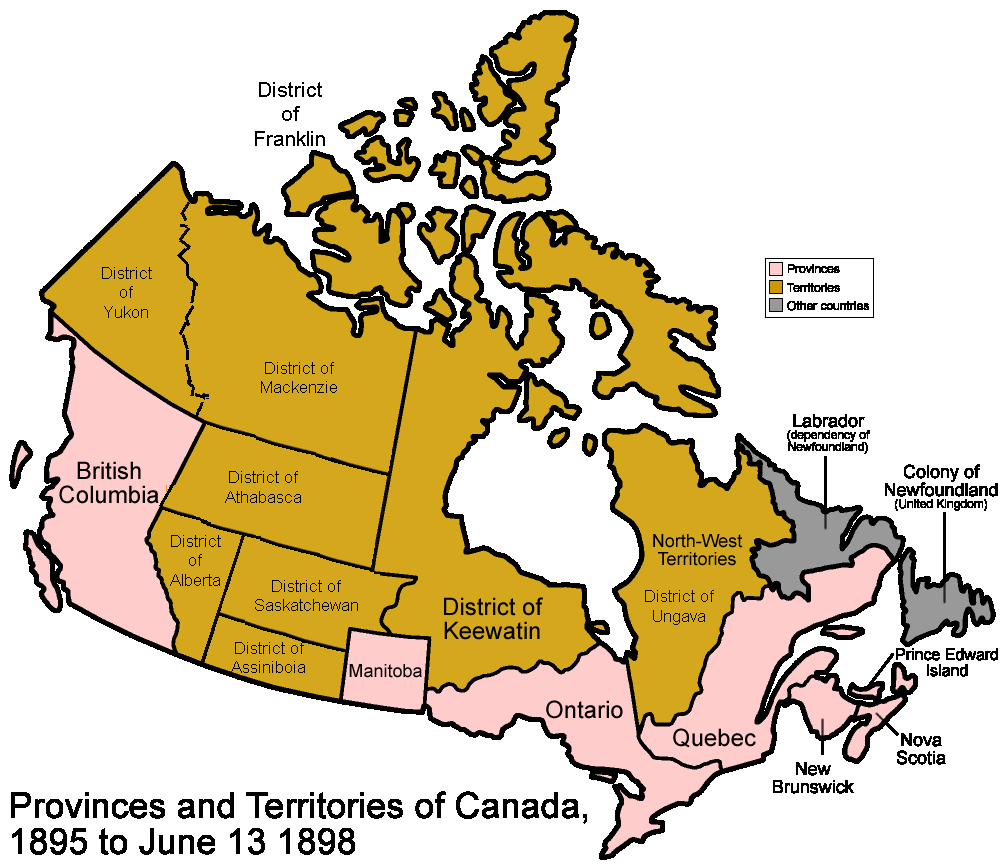
Provinces et territoires du Canada entre 1895 et 1898.

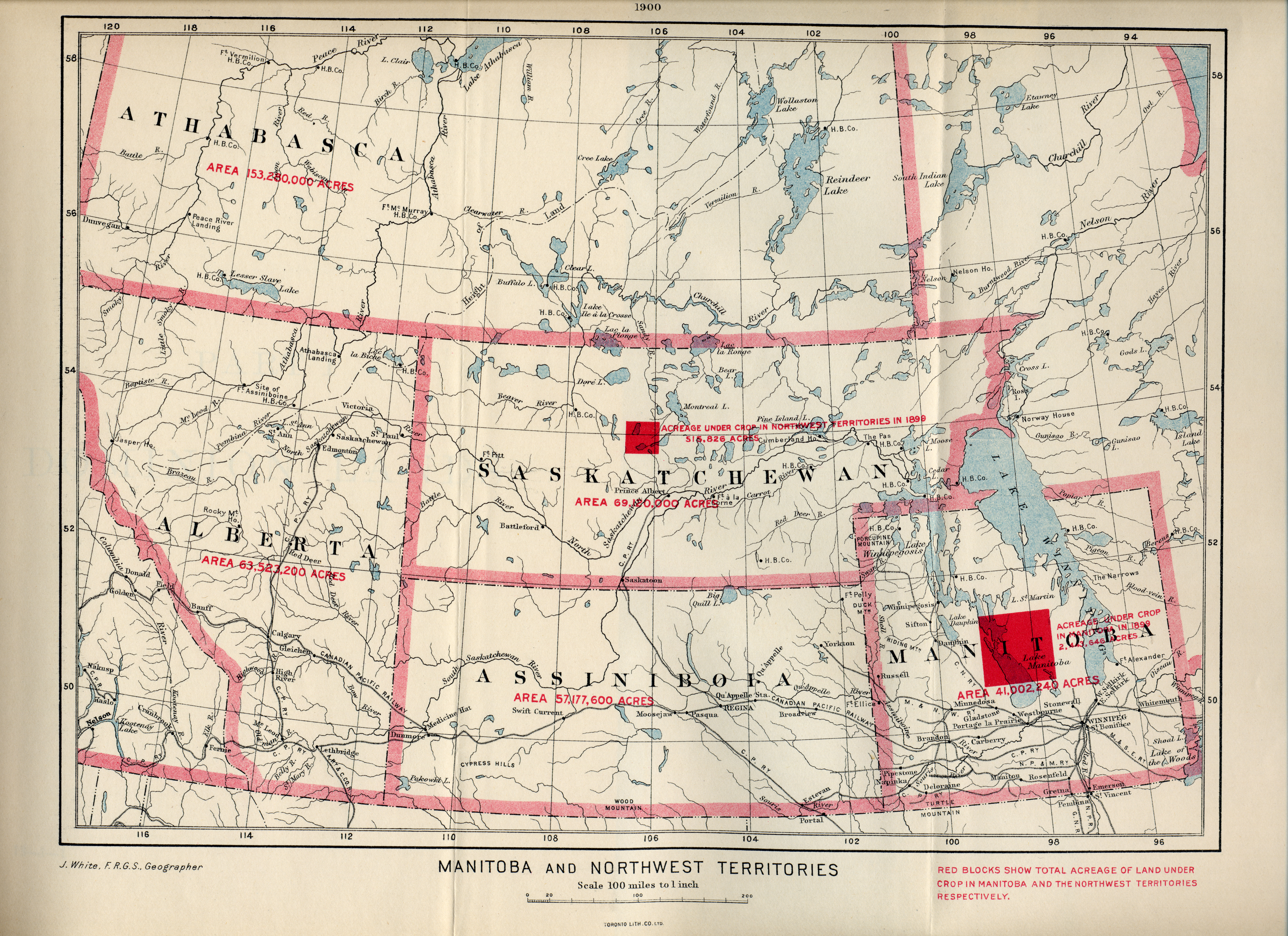
Une carte de 1900 montrant les limites des districts d'Athabasca, d'Alberta, d'Assiniboia et de Saskatchewan.

Le district d'Alberta fut l'un des quatre districts des Territoires du Nord-Ouest créés en 1882.
On l'appelait District provisoire d'Alberta pour le distinguer du district de Keewatin qui avait une relation plus autonome avec l'administration des Territoires du Nord-Ouest.
Le district couvrait le centre-sud et le sud-ouest de l'actuelle province d'Alberta. La frontière avec le district d'Athabasca fut déplacée vers le nord en 1895.
La province d'Alberta englobe le district de l'Alberta et certaines parties des districts d'Athabasca, d'Assiniboia et de Saskatchewan.